# Kjell Ohlin
Kjell Ingemar Ohlin, född 16 augusti 1942 i Kalmar, död 3 augusti 2022 i Uppsala, var en svensk konstnär och skulptör. 

## Biografi
Kjell Ohlin ställde bland annat ut på Moderna museet i Stockholm 1982, Centre George Pompidou i Paris och Venedigbiennalen.
Offentliga verk av Ohlin återfinns bland annat vid Linköpings universitet och i Lumaparken i Stockholm.